# José Luis Faura Asensio
José Luis Faura Asensio (Pliego, Región de Murcia, 15 de septiembre de 2000) es un ciclista español miembro del equipo Burgos Burpellet BH.

## Trayectoria
Es un ciclista pleguero que comenzó compitiendo en carreras de MTB con los equipo del Bicihuerta de Torreagüera y 33 Bike de La Unión a nivel aficionado mientras terminaba sus estudios de Ingeniería Química. En 2020 comenzaría en bicicleta de carretera formando parte del Esetec Cartagena. 
En 2021 competiría en categoría sub-23 con el ULB Sports con el que lograría varias victorias en categoría challenge.
En 2022 firmó por el equipo élite del Valverde Team-Ricardo Fuentes, con el que lograría la etapa reina de la Vuelta a Zamora, tercero en el Memorial Valenciaga y 14.º en el Campeonato de España sub-23, además de participar con España en la Carrera de la Paz.
El 3 de diciembre de 2022 daría el salto al profesionalismo firmando un contrato con el Electro Hiper Europa. Un año más tarde, tras la desaparición del equipo con el que competía, bajaría a la categoría élite y sub-23 para firmar por el Club Ciclista Padronés Cortizo.
El 4 de febrero de 2024 consiguió su primer título con el equipo gallego tras quedar primero en la general de la Vuelta al Guadalentín, un mes más tarde lograría su segunda victoria tras finalizar como líder en la general de la Vuelta a Extremadura. Estos resultados le permitieron regresar al campo profesional en 2025 con el Burgos-BH.

## Palmarés

### Amateur
2022
- 1 etapa de la Vuelta a Zamora

2024
- Vuelta al Guadalentín
- Vuelta a Extremadura

### Profesional
- Todavía no ha conseguido ninguna victoria como profesional.